# Coelorinchus caribbaeus
 Coelorinchus caribbaeus és una espècie de peix de la família dels macrúrids i de l'ordre dels gadiformes.

## Morfologia
- Els mascles poden assolir 45 cm de llargària total.[2][3]

## Hàbitat
És un peix d'aigües profundes que viu entre 200-700 m de fondària, tot i que normalment ho fa entre 300-400.

## Distribució geogràfica
Es troba des del Cap Hatteras (Estats Units) fins al nord del Brasil.